# Mon prof est un extraterrestre
Ne doit pas être confondu avec Ma prof est une extraterrestre.
 (octobre 2013).
Si vous disposez d'ouvrages ou d'articles de référence ou si vous connaissez des sites web de qualité traitant du thème abordé ici, merci de compléter l'article en donnant les références utiles à sa vérifiabilité et en les liant à la section « Notes et références ».
Mon prof est un extraterrestre est une série de romans pour la jeunesse de l'auteur américain Bruce Coville.

## Résumé
Trois jeunes enfants de onze ans chacun se retrouvent embarqués un peu malgré eux dans maintes tribulations interplanétaires. Ces trois enfants sont les personnages principaux de l’intrigue et au fil des livres, l’histoire est racontée par l’un d’entre eux à tour de rôle.
Toute l’intrigue de la saga tourne autour d’une question que se posent les extraterrestres : les terriens sont-ils aptes à vivre avec les habitants des autres planètes sans se comporter avec eux en colonisateurs, conquérants ou avec violence ? Dans le reste de la Galaxie, les extraterrestres vivent en paix et dans un esprit de fraternité depuis beaucoup plus longtemps que les terriens et sont très en avance sur eux sur le plan de la conquête de l’Espace et de la technologie. La Terre justement inquiète les dirigeants de la Galaxie réunis dans ce que les extraterrestres nomment le Conseil Interplanétaire. Ils craignent qu’un jour les Hommes ne soient capables de voyager hors de leur Système Solaire et de semer la destruction comme ils ont la fâcheuse habitude de le faire sur la Terre.

## Liste des romans
1. Mon prof est un extraterrestre
2. Ciel ! Encore un prof extraterrestre
3. Mon prof s’allume dans le noir
4. Mon prof a bousillé la planète

## Personnages
- Peter Thompson : enfant narrateur
- Susan Simmons : enfant narrateur
- Duncan Dougal : enfant narrateur
- Mr Smith/Broxholm : un professeur extraterrestre
- Mme Schwartz : l'enseignante kidnappée et remplacée par Broxholm
- Betty Lou Karpou/Kreeblim : une professeure extraterrestre
- Hoo-Lan/Charlotte : un professeur extraterrestre

### Susan Simmons
Susan Simmons est la narratrice du premier volume.
Il s'agit d'une fille d'environ onze ans, très douce et très sociable qui est excellent élève en classe et sans histoires. Elle va se retrouver tout à fait par hasard plongée dans une aventure à la fois terrifiante et extraordinaire.
Alors qu'elle tente de récupérer une lettre compromettante, ramassée accidentellement par son nouvel instituteur et ce en s'introduisant clandestinement chez lui, elle fait une terrible découverte, son nouveau professeur est en réalité un extraterrestre venu sur Terre dans le but de kidnapper des enfants de sa classe pour les emmener dans l'espace.
Elle voudrait tenter de le démasquer et de l'empêcher de réaliser ce rapt, mais elle ne voit pas très bien qui pourrait la croire.
Finalement, elle va demander de l'aide à un garçon de sa classe, Peter Thompson qu'elle apprécie malgré son côté solitaire.
En outre, Peter est la seule personne qui serait éventuellement susceptible de la croire, parce que c'est un rêveur et qu'il est toujours en train de lire des ouvrages de science-fiction et aussi parce que son rêve le plus cher est d'aller un jour dans l'espace.